# Песни о любви (фильм, 2010)
«Песни о любви» (англ. For Colored Girls, в дословном переводе «Для цветных девушек») — американский кинофильм 2010 года, снятый по пьесе 1975 года For Colored Girls Who Have Considered Suicide When the Rainbow Is Enuf. Главные роли в фильме исполнили Джанет Джексон, Вупи Голдберг, Филисия Рашад, Тэнди Ньютон, Лоретта Дивайн, Аника Нони Роуз, Кимберли Элиз а также Керри Вашингтон.
Фильм рассказывает о жизнях и судьбах девяти совершенно разных афроамериканских женщин. Он был выпущен в североамериканский прокат 5 ноября 2010 года и при бюджете в размере 21 млн долларов собрал 38 млн.

## Сюжет
Также как и в оригинальной пьесе, фильм содержит девять историй главных героинь: Джоанны, Тэнги, Кристалл, Джильды, Келли, Хуаниты, Ясмин, Найлы и Алисы, семь из которых были в пьесе. Каждая из историй самостоятельна, но в конечном счете пересекается с жизнью других героинь.

## В ролях
- Керри Вашингтон — Келли Воткинс / Леди в голубом
- Джанет Джексон — Джоанна Брэбмор / Леди в красном
- Лоретта Дивайн- Хуанита Симс / Леди в зелёном
- Аника Нони Роуз — Ясмин / Леди в жёлтом
- Тэнди Ньютон — Тэнги Эдрос / Леди в Оранжевом
- Вупи Голдберг — Алис Эдрос / Леди в белом
- Филисия Рашад — Джильда / Леди в сером
- Кимберли Элиз — Кристалл Уоллес / Леди в чёрном
- Тесса Томпсон — Найла Эдрос / Леди в фиолетовом
- Мэйси Грэй — Роза
- Нина Симон